# Lukaskirche (Mannheim)

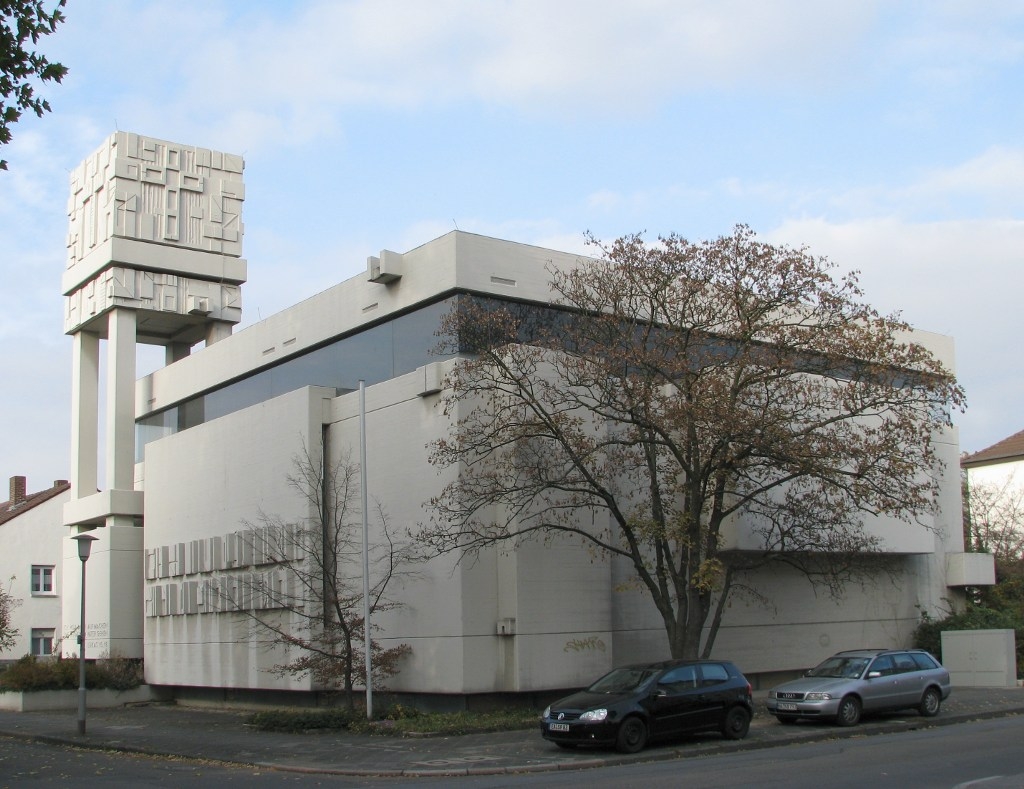
Lukaskirche

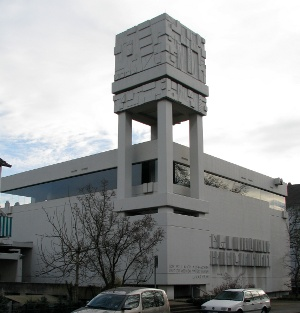
Ansicht von Westen

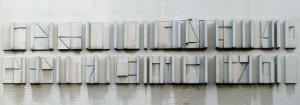
Relief von Hajek

Die Lukaskirche ist eine evangelische Kirche im Mannheimer Stadtteil Almenhof. Sie wurde zwischen 1965 und 1967 nach den Plänen von Carlfried Mutschler errichtet.

## Geschichte
Ende des 19. Jahrhunderts war die Bevölkerung in Mannheim-Neckarau durch den großen Zuzug von Arbeitern während der Industrialisierung stark angewachsen, so dass Anfang 1904 an der Matthäuskirche als Vorläufer einer weiteren Pfarrei ein Vikariat bewilligt wurde. Bereits im Jahr darauf wurde dann die Gemeinde geteilt und eine Nord- und eine Südpfarrei eingerichtet. Später wuchs aufgrund der Bautätigkeit die Nordpfarrei stärker als die Südpfarrei, so dass die Gemeindegebiete mehrmals angepasst werden mussten.
Nach dem Zweiten Weltkrieg erhielt die Nordpfarrei dann eine eigene Kirche im östlichen Almenhof. Am 3. Oktober 1965 erfolgte die Grundsteinlegung und am 5. März 1967 war die Einweihung der nach den Plänen des Mannheimer Architekten Carlfried Mutschler erbauten Lukaskirche. Mit der Markuskirche, ebenfalls auf dem Almenhof, der Matthäuskirche in Neckarau und der Johanniskirche in Mannheim-Lindenhof wurden die vier benachbarten Kirchen somit nach den vier Evangelisten benannt. 1969 wurde die Orgel eingeweiht.

## Beschreibung
Die Lukaskirche wurde im östlichen Teil von Almenhof erbaut. Sie erhebt sich über einem quadratischen Grundriss. Der ursprüngliche Sichtbeton des kubischen Gebäudes wurde bei einer Renovierung mit einem Anstrich überdeckt. Am Sockel des 20 Meter hohen Glockenturms befindet sich die Inschrift „Ich will mich aufmachen und zu meinem Vater gehen“ (Lk 15,18 ). Die Reliefs schuf Otto Herbert Hajek.
Das Faltdach ruht auf acht Pfeilern. Zwischen ihm und den Außenmauern verläuft ein durchgehendes Oberlicht. Die Steinmeyer-Orgel hat 22 Register mit 1614 Pfeifen. Das Geläut stammt von Bachert Karlsruhe.
2006–2007 wurde die Kirche von dem ehemaligen Partner von Carlfried Mutschler, Ludwig Schwöbel, barrierefrei umgebaut.
| Name             | Symbol          | Inschrift                         | kg   | Ton |
| ---------------- | --------------- | --------------------------------- | ---- | --- |
| Friedensglocke   | Palme           | Christus ist unser Friede         | 1300 | e   |
| Gedächtnisglocke | Kreuz           | Ich lebe und ihr sollt auch leben | 960  | fis |
| Gebetsglocke     | brennende Lampe | Bittet, so wird euch gegeben      | 620  | a   |
| Taufglocke       | Taube           | Ein Herr, ein Glaube, eine Taufe  | 450  | h   |

## Profanierung
Aufgrund rückläufiger Mitgliederzahlen und zurückgehender Kirchensteuereinnahmen werden in Mannheim mehrere evangelische Kirchen aufgegeben, darunter die Lukaskirche. Am 6. Oktober 2024 fand der letzte Gottesdienst statt. Die weitere Verwendung des Gebäudes ist noch nicht entschieden.